# バルーン 奇蹟の脱出飛行
『バルーン 奇蹟の脱出飛行』（バルーンきせきのだっしゅつひこう、Ballon）は2018年のドイツ・フランス・アメリカ合衆国の歴史ドラマ映画。
監督はミヒャエル・ブリー・ヘルビヒ、出演はフリードリヒ・ミュッケとカロリーヌ・シュッヘなど。
東西冷戦下の1979年の東ドイツで、手作りの熱気球で西ドイツに亡命した家族の実話を映画化した作品である。
なお、モデルとなった実話は1982年にウォルト・ディズニー・プロダクションによって『気球の8人』として映画化されている。

## ストーリー
東西冷戦下の1979年の東ドイツで、ペーターとギュンターは妻子とともに手作りの熱気球で西ドイツに亡命する計画を立てていた。しかし計画の決行を前にして、気球を設計したギュンターは2家族の8人が乗るには充分な大きさではないとして計画を諦めるとペーターに告げる。しかし、ペーターは4人なら問題ないことをギュンターに確認すると、自分の家族だけでも計画を遂行すると告げ、妻子とともに気球に乗って飛び立つ。ところが、上空でガス管が凍結してしまったために気球は国境の200メートル手前に墜落してしまう。幸い家族4人に怪我はなかったが、密かに家に戻った4人は秘密警察「シュタージ」に追われる身となる。一方、シュタージのザイデル中佐は墜落した気球などの証拠品から捜査対象を徐々に絞り込んでいく。
シュタージの影に怯える生活を送ることになったペーターらはベルリンのアメリカ大使館に救いを求めようと接触を試みるが失敗、ペーターはギュンターを説得し、再度、気球での亡命計画を進めることになる。捜査の目をかいくぐりながら、気球の材料を揃えるのに苦労するものの、両家族は協力し合って気球を作り上げる。しかし、ザイデル中佐の捜査の手が目の前まで迫っていることを知ったピーターらは、飛行にちょうど良い北風が吹くとの天気予報の情報をもとに、急遽、計画を前倒しにして実行する。そして、ザイデル中佐らがペーターの家にたどり着いた時には、両家族は既に離陸地点に向かって出発していた。
両家族は何とか気球で飛び立つことに成功したものの、想定よりも燃料のガスを使いすぎたために、30分足らずで森に着陸せざるをえなくなる。国境を越えたかどうか定かでない中、ペーターとギュンターは周辺を調べに行き、そこで出会った警察官からここが西ドイツであることを知らされる。こうして2家族は無事に亡命に成功したのである。
それから10年後、東西ドイツの間で自由に行き来ができるようになったとのテレビ報道をペーターは涙ながらに観る。また、飛行士となっていたギュンターは東ドイツに残したままの両親に妻を連れて会いにいく。

## キャスト
- ペーター・シュトレルツィク: フリードリヒ・ミュッケ - 電気技師。
- ドリス・シュトレルツィク: カロリーヌ・シュッヘ（ドイツ語版） - ペーターの妻。
- ギュンター・ヴェッツェル: ダフィット・クロス - ペーターの親友。
- ペトラ・ヴェッツェル: アリシア・フォン・リットベルク（ドイツ語版）
- ザイデル中佐: トーマス・クレッチマン

## 製作
ギュンター・ヴェッツェル（Günter Wetzel）本人によれば、ヘルビヒ監督から最初に連絡が来たのは2012年で、監督はそれぞれの家族に取材した後、映画化権を持っているディズニーから数年かけて承諾を得て2015年に製作を開始、実際に気球で脱出した家族がコンサルタントとして参加し、多少の脚色はあるものの、基本的に実話通りの内容になっているとしている。

## 作品の評価
Rotten Tomatoesによれば、批評家の一致した見解は「『バルーン 奇蹟の脱出飛行』は元になった実話ほど刺激的ではないが、堅実な作りで何度も夢中にさせられる政治スリラーであることに変わりはない。」であり、30件の評論のうち高く評価しているのは70%にあたる21件で、平均点は10点満点中6.7点となっている。
Metacriticによれば、9件の評論のうち、高評価は3件、賛否混在は6件、低評価はなく、平均点は100点満点中53点となっている。